# جون دبليو. هندريكس
جون دبليو. هسندريكس (بالإنجليزية: John W. Hendrix)‏ هو عسكري أمريكي، ولد في 22 سبتمبر 1942 في جورجيا في الولايات المتحدة.